# Michael Woud
Michael Cornelis Woud (Auckland, 16 januari 1999) is een Nederlands-Nieuw-Zeelands voetballer spelend als doelman. 

## Carrière
Michael Woud speelde in de jeugd van het Nieuw-Zeelandse Wanderers SC, waar hij in 2015 één wedstrijd op de bank zat in het New Zealand Football Championship, in de met 3-1 verloren uitwedstrijd tegen Hawke's Bay United. In 2015 vertrok hij naar het Engelse Sunderland AFC, waar hij tot 2018 in de jeugd speelde. Hij vertrok in 2018 naar Willem II, waar hij derde keeper werd achter Mattijs Branderhorst en Timon Wellenreuther. Hij werd door Willem II vanaf medio 2020 verhuurd aan Almere City FC. Almere nam hem in januari 2021 over. In januari 2022 ging hij naar het Japanse Kyoto Sanga FC.

## Clubstatistieken
| Seizoen                     | Club           | Land           | Competitie     | Competitie | Competitie | Beker | Beker | Overig | Overig | Totaal | Totaal |
| Seizoen                     | Club           | Land           | Competitie     | Wed.       | Dlp.       | Wed.  | Dlp.  | Wed.   | Dlp.   | Wed.   | Dlp.   |
| --------------------------- | -------------- | -------------- | -------------- | ---------- | ---------- | ----- | ----- | ------ | ------ | ------ | ------ |
| 2014/15                     | Wanderers SC   | Nieuw-Zeeland  | Championship   | 0          | 0          | 0     | 0     | 0      | 0      | 0      | 0      |
| 2018/20                     | Willem II      | Nederland      | Eredivisie     | 1          | 0          | 0     | 0     | 0      | 0      | 1      | 0      |
| 2020/21                     | Almere City FC | Nederland      | Eerste divisie | 38         | 0          | 1     | 0     | 1      | 0      | 40     | 0      |
| Carrièretotaal              | Carrièretotaal | Carrièretotaal | Carrièretotaal | 39         | 0          | 1     | 0     | 1      | 0      | 41     | 0      |
| Bijgewerkt op 16 juli 2021. |                |                |                |            |            |       |       |        |        |        |        |

## Interlandcarrière
In 2015 maakte Michael Woud uit van het Nieuw-Zeelands voetbalelftal onder 17, waarmee hij in 2015 het Oceanisch kampioenschap voetbal onder 17 won en op het Wereldkampioenschap voetbal onder 17 tot de achtste finale kwam. In 2016 won hij met het Nieuw-Zeelands voetbalelftal onder 20 het Oceanisch kampioenschap voetbal onder 20, en in 2017 kwam hij met hetzelfde elftal tot de achtste finale van het Wereldkampioenschap voetbal onder 20. Op 7 juni 2018 debuteerde hij voor het Nieuw-Zeelands voetbalelftal, in de met 1-2 gewonnen uitwedstrijd tegen India.